# Kenneth Egan
Kenneth "Kenny" Egan (Clondalkin, 7 de janeiro de 1982) é um boxista irlandês que representou seu país nos Jogos Olímpicos de Verão de 2008, realizados em Pequim, na República Popular da China. Competiu na categoria meio-pesado onde conseguiu a medalha de prata após perder a luta final para o chinês Zhang Xiaoping por pontos (7–11).